# José Manuel Vilela
José Manuel Vilela (Lavras, 18 de abril de 1815 - Jataí, 15 de dezembro de 1894) foi um militar, jurista, sertanista e agricultor brasileiro, considerado um dos principais pioneiro no desbravamento do Sudoeste Goiano, idealizador e fundador do município de Jataí. Tinha patente de tenente-coronel  da Guarda Nacional.

## Biografia
José Manuel Vilela nasceu no então distrito Espírito Santo dos Coqueiros, um distrito de Lavras e que hoje é a cidade de Coqueiral (Minas Gerais), filho legitimado de Francisco Joaquim Vilela com Floriana Borges da Silva. Casou-se com Leocádia Perpétua da Silveira, com quem teve nove filhos, conforme inventário.
Estabeleceu-se no que é hoje o sudoeste de Goiás no ano de 1836 em companhia do pai com pouco mais de vinte anos de idade, a procura de terras para para a pecuaria, na época o sudoeste era um sertão deserto e bravio habitado pelos índios Caiapós.
No ano de 1837 por motivo de saúde seu pai não pode viajar, coube a José Manuel à árdua missão de fixar fazenda na margem do ribeirão Ariranha, fazenda esta adquirida oficialmente em 26 de dezembro de 1857.
Em 13 de maio de 1848, Francisco Joaquim Vilela assinou uma escritura de doação em minas, doando parte de suas terras em Goiás para a criação de uma  Capela em homenagem ao  Divino Espírito Santo, registro da escritura só foi feito oito anos depois, em 5 de agosto de 1856, em cartório de Dores do Rio Verde sede do Município, a capela foi construída próximo ao córrego Jataí.
José Manuel Vilela pode ser considerado a expressão maior na fundação de Jataí. Os atos mais importantes, as decisões tidas como cruciais até, tudo vinha com o remate de ponderação e de segurança, nascidas de uma cabeça concebida aos grandes feitos.
O patriarca José Manuel Vilela nunca descuidou de sua obra. Por isso, a pequena freguesia nascia lenta e pequenina, lá pelas bandas do encontro dos córregos Jataí com o do Sapo. A Rua da Ponte (Jerônimo Silva) foi a primeira via a ser chamada de rua. Por ali, as famílias construíam suas casinhas, obedecendo a um alinhamento em direção à cabeceira do Açude, a boa distância do Córrego do Sapo. Veio o Largo da Cadeia. Abriu-se a Rua Direita (atual José Manuel Vilela) até o largo que seria chamado de Praça da Matriz. Esta constatação pode ser deduzida, se observarmos a seqüência das primeiras escrituras lavradas aqui a partir de 1872.
A Praça da Matriz foi o local escolhido pelos mais ricos. Era o endereço da elite dos fazendeiros, donos de casas suntuosas com arquitetura diferenciada para aquela época. A Rua Direita - depois do Comércio - era mais ou menos desse jeito. Assim Jataí se fez ao longo dos anos.
Para montar aqui as células da máquina do Governo do Estado era preciso apoiar-se em alguém do lugar, Para essa honrosa tarefa foi eleita a competência de José Manuel Vilela, como se vê ao lado.[[Ficheiro:Autorização.JPG‎|thumb|300px|Esse documento do acervo do Arquivo Histórico do Estado de Goiás, assinado em oito de janeiro de 1852, pode representar a primeira nomeação de um jataiense a um cargo público. A divulgação desse ato, com mais de ano de atraso, saiu no Correio Official de Goyaz  (Diário Oficial) de 12 de fevereiro de 1853.
Além dos problemas de Jataí, José Manuel Vilela atuava também em Rio Verde em trabalhos eleitorais - realizados com grande freqüência naqueles tempos. Era participante ativo das chamadas Mesa Paroquial, por volta de 1860.
As atribuições de um delegado de polícia não eram fáceis de serem cumpridas, em vista da falta de recursos. As ocorrências policiais no interior do Município eram impossíveis de averiguação pela grande incidência de índios Caiapós que assustavam os moradores com ameaças e mortes. Por tudo isso, sentia-se impotente, reclamava.
A falta de comunicação com a Capital era compensada com o envio de portadores, em lombo de animais, levando documentos e correspondências às autoridades que pouco ou nada faziam para atender o interior. Numa dessas vezes, José Manuel Vilela expôs as verdades: 
“Sendo este lugar um sertão e extremo de três Províncias, como não pode deixar de todos os dias entrar e sair pessoas estranhas, e delas a maior parte foragidos por crimes cometidos em outros lugares; não pode a Polícia ter aquela vigilância necessária para tranqüilidade e garantia pública”. Estávamos em abril de 1870.
O trabalho desses pioneiros não se resumia em segurança. Em 1872, o Império, no Rio de Janeiro, queria saber o número de habitantes e para a contagem ser feita tinha que contar com voluntários, arriscando embrenharem-se pelo sertão em busca dos poucos moradores, distantes uns dos outros. No lombo dos animais, os grupos levavam muito suprimento alimentar e munição para defender-se de animais selvagens e dos índios. Alguns fazendeiros não os recebiam, por medo. O recenseamento foi feito. 81 famílias foram contatadas no extenso Município.

Naquela época já existia um comércio até intenso com a cidade de Coxim (antiga Herculânea), no Mato Grosso. A estrada que ligava Rio Verde àquele longínquo lugar, na realidade, era um caminho por onde passavam carros de bois em busca de gêneros. Jataí estava na rota.
O tempo passava. Jataí se desenvolvia aos poucos.
Diante do crescimento natural da população e aumento gradativo de seu rebanho bovino, não restou alternativa ao pioneiro senão fazer uma ponte sobre o rio Claro, deixando de lado a difícil ajuda oficial. Apoiado pelo seu genro, Serafim José de Barros, além de José Carvalho Bastos, Francisco Ferreira Coelho e outros poucos colaboradores, José Manuel Vilela iniciou a construção da ponte. No segundo semestre de 1875, sua obra estava concluída.
Naqueles tempos difíceis, o Estado não tinha dinheiro nem pessoal habilitado. Não havia estrutura nenhuma. Por isso, iniciativas como essa acabava sendo uma forma de colaborar com o Poder Público. Dois anos mais tarde a obra foi paga integralmente pelo Governo. Ao assinar a procuração para esse recebimento, Vilela anotou em baixo do nome: Diretor e Tesoureiro da Construção da Ponte do Rio Claro.
José Manuel  Vilela era um homem de pouca cultura, mas sabia das necessidades ou carências dos humanos: No dia 25 de setembro de 1874, Vilela registrou no cartório um contrato de trabalho com o mestre João José Leite para... 
"ensinar música aos alunos, sendo o instrumental a custa da sociedade... Por espaço de três anos, recebendo o salário de seiscentos mil réis anuais, em dois pagamentos"... Anotou.
Naquela época (1875), José Manuel Vilela era juiz distrital interino, lotado em Jataí. Para receber seu salário, foi preciso dar uma procuração a um importante e tradicional político goiano. Era João Fleury Campos Curado. Ainda no mês de setembro, designou outra pessoa para receber seus vencimentos, agora como Juiz de Direito Interino da Comarca de Rio Verde.
A Freguesia de Jataí em quase tudo dependia de Rio Verde. O transporte de cargas e pessoas era dificultado pela inexistência de ponte sobre o Rio Doce, na estrada que ligava as duas Vilas. Para contornar essa situação, José Manuel Vilela convidou alguns carpinteiros conhecedores do assunto para orçar a construção da ponte (1:701$000). As autoridades da antiga Dores de Rio Verde, de posse desses papéis, pressionaram o Governo do Estado para a execução da obra. Em outubro de 1881, o Palácio Conde dos Arcos convocou, através do Diário Oficial, os interessados na construção dessa ponte.
A Coletoria de Rendas Estadual foi criada em Jataí no dia 22 de novembro de 1881. Para instalar a nova unidade do fisco, aqui esteve um funcionário da Secretaria da Fazenda, o qual trazia um decreto nomeando José Manuel Vilela, para exercer o cargo de coletor. Era o nome da confiança do Governo.
Em 1883, foi o mais votado em Jataí para compor a Câmara de Vereadores de Rio Verde, com três votos. Em Jataí, foi um dos cinco nomes a compor o primeiro Conselho Municipal, instalado em 2 de março de 1885. Foi o primeiro Juiz de Paz da Freguesia de Jataí. Solicitou ao Clero mandar um padre para Jataí, veio Antônio Marques Santarém.
A Freguesia de Jataí na epoca não aceitou a mudança do nome da vila para Vila do Paraíso. A Assembleia Legislativa voltou atrás e corrigiu para Vila de Jataí. Dizer que este é o resumo da história dos feitos de José Manuel Vilela, é falso. Há muita coisa a ser dito, principalmente o episódio das construções dos prédios do Paço Municipal e da Casa da Escola. Há que lembrar sua luta para a criação da Comarca de Jataí. Suas investidas sobre os poderes Executivo e Legislativo para conter as invasões do Município por moradores além do Rio Aporé e outros.

## Morte
José Manuel Vilela era um homem de pouca saúde. Em suas correspondências, eram freqüentes as queixas, ao dizer que estava doente de minha saúde. Faleceu em 15 de dezembro de 1894 15 dias antes de ver eleito seu candidato a deputado estadual, José Antônio de Jesus, e cinco meses e meio de sua Jataí transformar-se em cidade. Mas esse fato já estava acertado com o candidato, caso Antônio de Jesus fosse eleito.

## Legado
Logo depois de sua morte, em 15 de dezembro de 1894, Dona Leocádia Perpétua da Silveira, sua esposa, nomeou José Carvalho Bastos procurador na Vila de Jataí com poderes para representá-la na partilha dos bens deixados pelo marido.
No inventário, iniciado dois meses depois de sua morte, pode-se notar a extensão do seu patrimônio. Entre os bens arrolados, constam cinco casas (uma em Rio Verde) construídas ou compradas por ele. A mais cara era a sua residência - consta também uma casa assobradada construída nas proximidades da ponte do Rio Claro.
O forte de Jose Manuel Vilela era terras. Entre as muitas fazendas ou partes relacionadas, está a fazenda Ariranha que dizia ter nove léguas de comprimento por três de largura, por isso a de mais alto valor, ou seja, mais de 12,5% do montante dos imóveis. O gado era pouco. Somente 633 reses foram relacionadas.
Quase seis anos antes de sua morte, Vilela convidou seu amigo Valeriano Raymundo do Prado para redigir seu testamento. Esse documento, assinado no dia oito de janeiro de 1889, foi registrado no Cartório do 1º Ofício e fez parte do processo de inventário. Entre tantas coisas recomendadas, diz que...
“Logo que eu faleça e tenha o meu corpo de dar à sepultura, recomendo que seja ele envolvido em uma simples mortalha de pano preto. ...Embora que as honras do mundo exijam ao contrário, para ser enterrado na porta principal da Matriz, do lado de fora, descalço, sem caixão e sem pompas funerárias”...
O patrimônio de José Manuel Vilela, o maior até então, foi avaliado em 283 contos de réis. Baseado no preço médio de suas vacas (de baixa qualidade), essa vultosa importância daria para comprar uma vacada de 10.000 cabeças.